# Achim Rohde

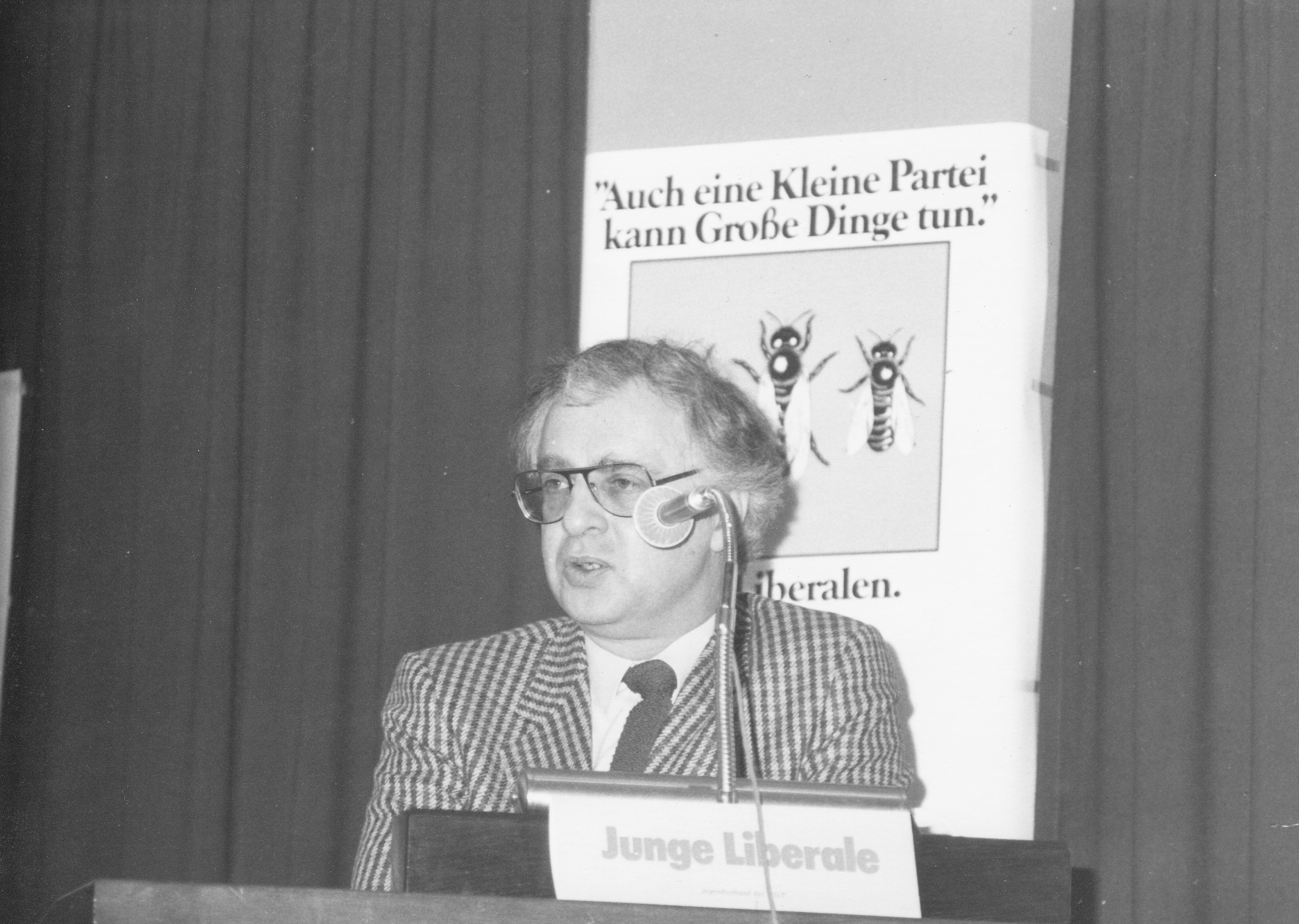
Achim Rohde, ca. 1985

Achim Rohde (* 22. Mai 1936 in Düsseldorf; † 12. Juli 2021) war ein deutscher Politiker (FDP), Rechtsanwalt und Regierungspräsident des Regierungsbezirks Düsseldorf.

## Leben und Wirken
Nach dem Abitur am Düsseldorfer Görres-Gymnasium studierte Rohde von 1956 bis 1961 Staats- und Rechtswissenschaften an den Universitäten in Bonn und München und wurde im Jahr 1967 zum Dr. jur. promoviert. Danach war er unter anderem in verschiedenen Ministerien auf Landes- und Bundesebene tätig. Von 1975 bis 1983 war er Regierungspräsident des Regierungsbezirks Düsseldorf, von 1984 bis 1985 Unternehmensberater.
Rohde, der 1961 in die FDP eingetreten war, war von Mai 1985 bis Mai 1995 Abgeordneter des zehnten und elften Landtags von Nordrhein-Westfalen. Er zog jeweils als Spitzenkandidat der FDP NRW in den Landtag ein. Während dieser Zeit war er auch Vorsitzender der FDP-Landtagsfraktion sowie Mitglied des FDP-Landesvorstandes und des FDP-Bundesvorstandes. 1985 bis 1990 wurde NRW allein von der SPD regiert (Kabinett Rau III).  
1995 gründete er mit Alexander von Stahl und Heiner Kappel die „Liberale Offensive in der FDP“ und war 1996/97 einer der Gründer des nationalliberal-rechtskonservativen Publizisten-Netzwerks Stimme der Mehrheit.
Von 1999 bis 2014 gehörte er dem Rat der Stadt Neuss an, in dem er stellvertretender Vorsitzender der FDP-Fraktion war.
Rohde erhielt im Jahr 2002 den Verdienstorden des Landes Nordrhein-Westfalen. Er lebte im Neusser Stadtteil Gnadental. Achim Rohde starb 85-jährig.

## Schriften
- Kriminalität in der Bundeswehr. Verstöße gegen das Wehrstrafgesetz. Dissertation, Rechts- und staatswissenschaftliche Fakultät, Universität Bonn, 10. März 1967.